# Phare des îles Sanguinaires
Le phare des îles Sanguinaires, ou phare du golfe d'Ajaccio, est un phare qui domine le point le plus haut de la Grande Sanguinaire, l'île principale de l'archipel des Sanguinaires. Il se trouve à 18 km à vol d'oiseau à l'Ouest d'Ajaccio. Il balise la côte Sud-Ouest de la Corse et l'entrée du golfe d'Ajaccio.

## Historique
Le programme d'illumination de la Corse n'avait pas été étudié en 1825 par Augustin Fresnel. En 1838 il est décidé d'implanter cinq phares de premier ordre pour « ceinturer » l'île. Le phare des Sanguinaires est le premier construit ; il est suivi par celui de Pertusato, près de Bonifacio. Mis en service en janvier 1870, ce phare succède à un feu allumé en décembre 1844. Trois autres phares suivent autour des côtes de la Corse : ceux de la Chiappa, au sud-est de l'île, (Porto-Vecchio), de la Revellata, au nord-ouest, (Calvi), et de la Giraglia à l'extrême nord (au cap Corse).

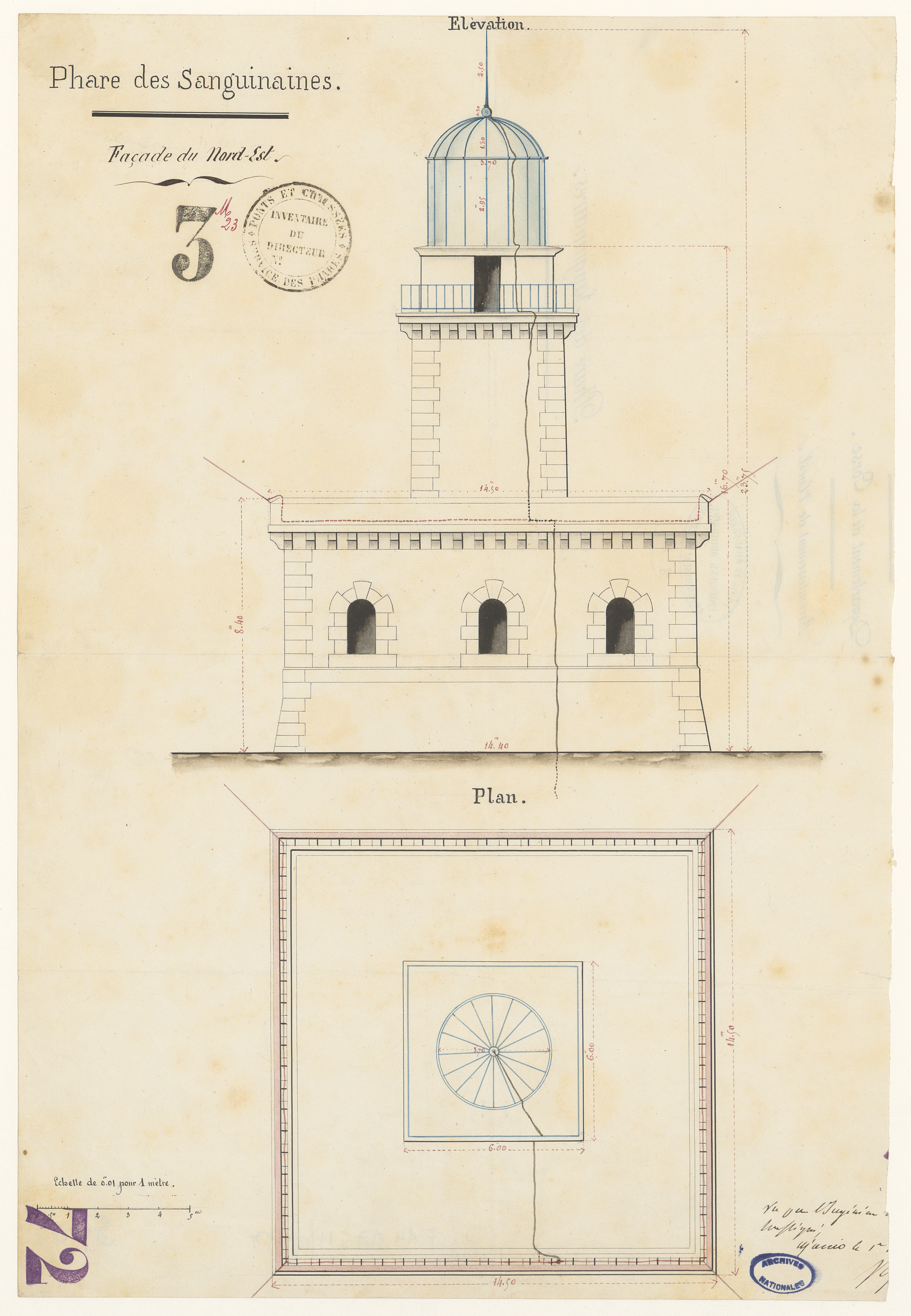
Phare des Sanguinaires - plans

## Description
Le phare est constitué d'une tour carrée en maçonnerie lisse, centrée sur un bâtiment rectangulaire d'allure médiévale — Viollet-le-Duc, par ses multiples restaurations pendant le Second Empire, avait probablement contribué à populariser ce style. Le phare fut automatisé en 1984 et son gardiennage supprimé l'année suivante.

## Le phare dans les arts
En 2019, la Poste a émis un carnet de douze timbres à validité permanente, intitulé « Repères de nos côtes , parmi lesquels figurait le phare des Sanguinaires.